# بيغيتشيفسكيي
بيغيتشيفسكيي (بالروسية: Бегичевский) هي مدينة في مقاطعة تولا أوبلاست في روسيا. يبلغ عدد سكانها حوالي 2424 نسمة.